# Жертва (фильм, 1961)
«Жертва» (англ. Victim) — художественный фильм британского режиссёра Бэзила Дирдена. Первый фильм на английском языке, в котором было употреблено слово «гомосексуал». Премьера фильма состоялась 31 августа 1961 года. Реакция на фильм в Великобритании была крайне противоречивой. Считается, что фильм сыграл важную роль в либерализации британского законодательства в отношении преследования гомосексуалов.

## Сюжет
Преуспевающий юрист Мелвилл Фарр женат на Лоре и готовится стать королевским адвокатом. Расследуя смерть знакомого, арестованного и совершившего самоубийство в полицейском участке, Фарр выходит на группу вымогателей, шантажирующих гомосексуалов. Фарр сам становится жертвой шантажа, но, ставя под угрозу свой брак и карьеру, помогает полиции изобличить и задержать преступников.

## В ролях
- Дирк Богард — Мелвин Фарр
- Сильвия Симс — Лора Фарр
- Деннис Прайс — Каллоуэй
- Энтони Николлс — лорд Фулброк
- Питер Копли — Пол Мандрейк
- Норман Бёрд — Харольд Доу
- Питер Макэнери — Бой Барретт
- Дональд Черчилль — Эдди
- Деррен Несбитт — Сэнди
- Джон Барри — инспектор Харрис
- Джон Кэрни — Брайди
- Алан Макноутэн — Скотт Хэнкин
- Найджел Сток — Фип
- Фрэнк Петтитт — бармен
- Мэвис Виллерс — Мэдж
- Чарльз Ллойд-Пак — Генри
- Хилтон Эдвардс — Пи Эйч
- Дэвид Эванс — Мики
- Ноэль Хаулетт — Паттерсон
- Маргарет Даймонд — мисс Бенхэм
- Алан Ховард — Фрэнк
- Дон Берет — Сильвия

## Награды и номинации
| Год  | Премия | Категория                              | Номинант                    | Результат |
| ---- | ------ | -------------------------------------- | --------------------------- | --------- |
| 1962 | BAFTA  | Лучший британский актёр                | Дирк Богард                 | Номинация |
| 1962 | BAFTA  | Лучший сценарий для британского фильма | Джанет Грин, Джон Маккормик | Номинация |